# Listă de localități din New Brunswick, Canada
Listă alfabetică de localități din New Brunswick, Canada

## A-B
| A - Aberdeen - Aboujagne - Acadie - Acadie Siding - Acadieville - Adams Gulch - Adamsville - Addington - Albert Mines - Albrights Corner - Alcida - Alderwood - Aldouane - Allainville - Allardville - Allison - Alma - Ammon - Anagance - Anderson Road | - Anderson Settlement - Andersonville - Anfield - Anse-Bleue - Apohaqui - Arbeau Settlement - Armond - Aroostook - Arthurette - Ashland - Astle - Atholville - Aulac - Avondale B - Back Bay - Baie-Sainte-Anne - Baie Verte - Baker Brook - Balmoral | - Barryville - Bartibog Bridge - Bas-Caraquet - Bates Settlement - Bath - Bathurst - Bay du Vin - Bayside - Beaubassin East - Beaverbrook - Beaver Dam - Belledune - Bellefleur - Benjamin River - Beresford - Bertrand - Berwick - Bettsburg - Big Hole - Big River - Blackland (Restigouche) | - Blacks Harbour - Black River - Black River Bridge - Blackville - Blair Athol - Blissfield - Blissville - Bloomfield - Bloomfield Ridge - Boiestown - Bocabec - Bouctouche - Boundary Creek - Brantville - Bristol - Brockway - Browns Flat - Bull Lake - Burnsville - Burnt Church - Burton - Burtts Corner |

Top of page

## C-G
| C - Cains River - Caithness - Cambridge-Narrows - Camp Harmony - Campbell Settlement - Campbellton - Campobello Island - Canterbury - Canton des Basques - Cap-Pelé - Caraquet - Caribou Depot - Caron Brook - Carrolls Crossing - Casillis - Caverhill - Centreville - Chamcook - Charlo - Chatham - Chatham Head - Chelmsford - Chipman | - Clair - Clarkville - Cloverdale - Cocagne - Colebrooke Settlement - Coles Island - Collette - Connors - Cornhill - Coteau Road D - Dalhousie - Dalhousie Junction - Daulnay - Dawsonville - Debec - Deer Island - Derby - Devereaux - Dieppe - Doaktown - Douglas - Douglastown | - Dorchester - Drummond - Dubé Settlement - Dugas - Duguayville - Dumfries - Dundee - Dunlop - Durham Bridge E - Edmundston - Eel Ground - Eel River Cove - Eel River Crossing - Elgin - Escuminac - Evandale - Évangéline F - Fairisle - Fairvale - Five Fingers - Flatlands | - Florenceville - Fords Mills - Four Falls - Fredericton - Fredericton Junction G - Gagetown - Gauvreau - Geary - Glassville - Glencoe - Glen Levit - Glenwood - Gondola Point - Grafton - Grand Bay-Westfield - Grand Falls - Grand Manan - Grande-Anse - Grande-Digue - Gravel Hill - Gray Rapids |

Top of page

## H-L
| H - Hainesville - Hampstead - Hampton - Hanwell - Hatfield Point - Hartland - Hardwicke - Hartfield - Harvey - Haut-Lamèque - Haut-Sheila - Havelock - Hawkshaw - Hazeldean | - Head of Millstream - Hebron - Hillsborough - Holtville - Honeydale - Howard - Hoyt I - Inkerman J - Jacquet River - Janeville - Jemseg | - Johnsville - Juniper - Julian K - Kedgwick - Kedgwick River - Keswick Ridge - Kingsclear - Kingston - Kouchibouguac L - L'Etang - Lac-Baker - Lac-des-Lys - Lagacéville | - Lake George - Lakeville - Lamèque - LaPlante - Lavillette - Lawrence Station - Le Goulet - Limestone - Lincoln - Lockstead - Loggieville - Lorne - Losier Settlement - Lower Coverdale - Lower Newcastle - Ludlow |

Top of page

## M-P
| M - Mactaquac - Madran - Magaguadavic Settlement - Magundy - Maisonnette - Malauze - Maltais - Maltampec - Mann Mountain Settlement - Maple Green - Maple Ridge - Marysville - Maugerville - McAdam - McGivney - McGraw Brook - McKendrick - McLeods - McNamee - McNeish - Meductic - Memramcook - Menneval - Midland - Millerton | - Millville - Minto - Miramichi - Miramichi Bay - Miscou Island - Moncton - Moulin-Morneault - Mount Hebron - Mount Middleton - Mountain Brook N - Nackawic - Napadogan - Napan - Nash Creek - Nashwaak Bridge - Nashwaak Village - Nasonworth - Nauwigewauk - Neguac - Nelson - Nelson Hollow - New Bandon - New Denmark - New Jersey - New Maryland | - New Mills - Nicholas Denys - Nigadoo - Noonan - Nordin - North Head - North Tetagouche - Northampton - Norton - Notre-Dame - Notre-Dame-de-Lourdes - Notre-Dame-des-Érables O - Oak Bay - Odell - Oromocto - Oxbow P - Pabineau Falls - Paquetville - Parker Ridge - Pembroke - Penniac - Penobsquis - Perth-Andover | - Petitcodiac - Petit-Ouest - Petit-Rocher - Petite-Lamèque - Petite-Réserve - Petite-Rivière-de-l'Ile - Pigeon Hill - Pinder - Plaster Rock - Pocologan - Point La Nim - Pointe-à-Bouleau - Pointe-Alexandre - Pointe-Canot - Pointe-Sapin - Pointe-Verte - Pokemouche - Pokeshaw - Pokesudie - Pokiok - Pont-Lafrance - Pont-Landry - Popelogan Depot - Port Elgin - Porten - Priceville - Prince William |

Top of page

## Q-S
| Q - Quarryville - Quatre-Milles - Queensbury - Quisbis - Quispamsis R - Ramsay Sheds - Rang-Double-Nord - Rang-Double-Sud - Rang-Sept - Red Bank - Renforth - Renous - Rexton - Richibouctou-Village - Richibucto - Riley Brook - Ripples - River Charlo - Riverside-Albert - Riverview - Rivière-du-Portage - Rivière-Verte | - Robertville - Robinsonville - Rogersville - Rosaireville - Rossville - Rothesay - Rough Waters S - Sackville - Saint-André - Saint-Antoine - Saint-Arthur - Saint-Basile - Saint-Charles - Saint-François-de-Madawaska - Saint-Hilaire - Saint-Ignace - Saint-Irenée - Saint-Isidore - Saint-Jacques - Saint-Jean-Baptiste-de-Restigouche - Saint John - Saint-Joseph-de-Madawaska - Saint-Laurent | - Saint-Léolin - Saint-Léonard - Saint-Louis-de-Kent - Saint-Martin-de-Restigouche - Saint-Maure - Saint-Norbert - Saint-Quentin - Saint-Sauveur - Saint-Simon - Sainte-Anne-de-Kent - Sainte-Anne-de-Madawaska - Sainte-Louise - Sainte-Marie-de-Kent - Sainte-Marie-Saint-Raphaël - Sainte-Rose - Salisbury - Salmon Beach - Saumarez - Scotch Lake - Seal Cove - Selwood - Sevogle - Shannonvale - Shediac - Sheffield | - Shemogue - Shippagan - Siegas - Sillikers - Simpsons Field - Sisson Ridge - Six-Milles - Skiff Lake - Southampton - South Tetagouche - Springfield - Squaw Cap - Stanley - St. Andrews - St. George - St. Margarets - St. Martins - St. Stephen - Stickney - Strathadam - Stonehaven - Sunny Corner - Sussex - Sussex Corner |

Top of page

## T-Z
| T - Tabusintac - Targettville - Taxis River - Taymouth - Temperance Vale - Tetagouche Falls - Thibault - Tide Head - Tilley - Tracadie Beach - Tracadie-Sheila - Tracy | - Tracy Depot - Tremblay U - Upper Balmoral - Upper Blackville - Upper Charlo - Upper Crossing - Upper Kent - Upper Queensbury - Upsalquitch V - Val-Comeau | - Val-d'Amour - Val-Doucet - Val-Melanson - Verret - Village-Blanchard - Village-Saint-Laurent W - Waterville - Wayerton - Weaver Siding - Welsford | - White Rapids - Whites Brook - Whites Cove - Wicklow - Williamstown - Wilsons Beach - Wirral - Woodstock - Wyers Brook Z - Zealand |

Top of page